# Linia kolejowa Straußfurt – Großheringen
Linia kolejowa Straußfurt – Großheringen – jednotorowa, lokalna linia kolejowa w Niemczech, w kraju związkowym Saksonia-Anhalt i Turyngia. Została zbudowana przez Saal-Unstrut-Eisenbahn-Gesellschaft (SUE). Biegnie od Straußfurt przez Sömmerda i Kölleda do Großheringen.